# Marie-Rose Tessier
Marie-Rose Tessier née Bousseau est une supercentenaire française, née le 21 mai 1910 à Beaurepaire en Vendée.
Elle est devenue la doyenne des français à la suite du décès de Lucile Randon, le 17 janvier 2023. Elle est actuellement la deuxième personne la plus âgée, vice-doyenne de l'Europe et de l'humanité derrière Ethel Caterham.

## Biographie

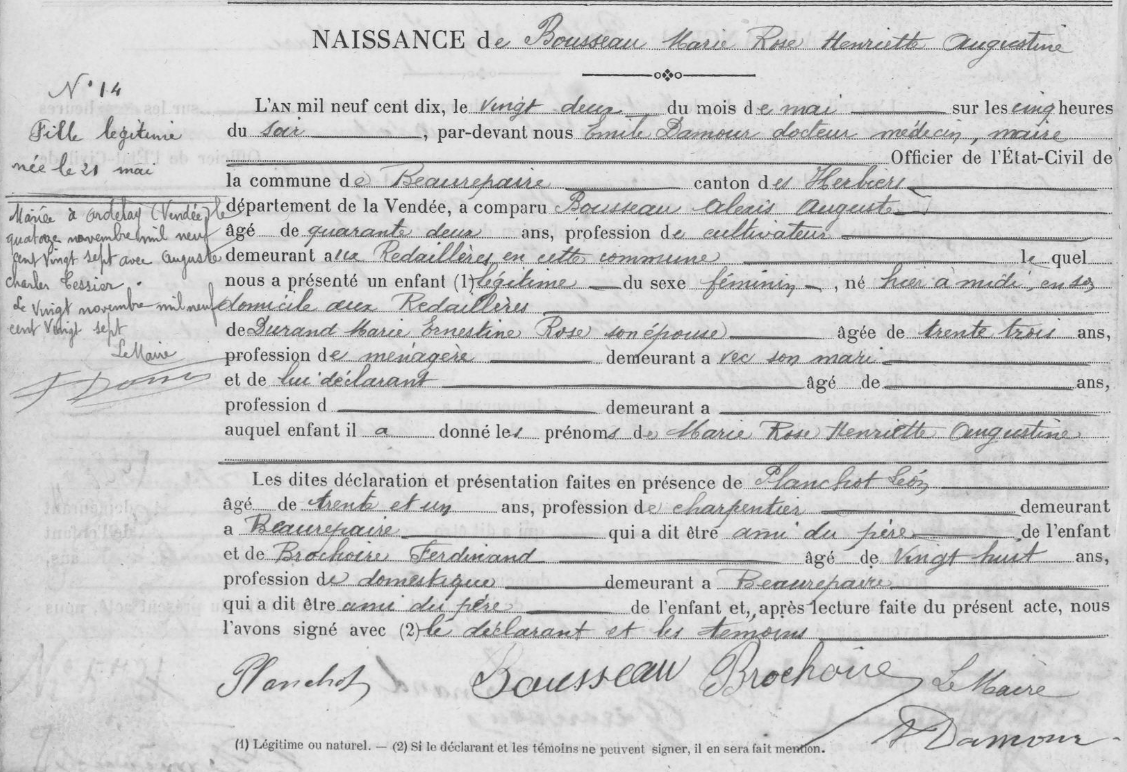
Acte de naissance

Marie Rose Henriette Augustine Bousseau naît le 21 mai 1910 à Beaurepaire, dans le nord du département de la Vendée dans l'actuelle région Pays de la Loire, dans une ferme au lieu-dit Les Rédaillères.
Son père, Alexis Auguste Bousseau (1868-1935) était cultivateur et sa mère, Marie Ernestine Rose Durand (1876-1962), était ménagère. Ses parents se sont mariés en 1898.
Marie-Rose était la benjamine des quatre enfants du couple et la seule fille.
Elle n'a connu aucun de ses grands-parents, tous morts avant sa naissance, à une quarantaine ou cinquantaine d'années.
Marie-Rose a connu la Première Guerre mondiale, pour laquelle son père ne fut pas mobilisé en raison de son âge.
Elle se marie avec Auguste Charles Tessier (1904-1944), le 14 novembre 1927 à Ardelay. De son mariage naissent deux filles : Denise Marie Rose Augustine (1928-2020) et Yvette Louise Eugénie (1929-2010). Elle est grand-mère d'une petite-fille âgée de 70 ans en 2023.
Le 18 avril 1944, alors qu'elle n'a que 33 ans, Marie-Rose devient veuve après la mort de son mari sous les bombes durant la Seconde Guerre mondiale dans l'Aisne, à Tergnier.
Aucun de ses ancêtres connus n’a eu une longévité particulière. Son père est mort à 66 ans. Seule sa mère a dépassé les 80 ans, ainsi que deux de ses trois frères, morts à 86 et 93 ans.
Elle a vécu à Fougères (Ille-et-Vilaine), puis à Paris, avant de rejoindre sa Vendée natale à la retraite.
Depuis 2010, elle vit dans un EHPAD, aux Sables-d'Olonne.
Elle devient la doyenne des Français à la suite du décès de Lucile Randon, le 17 janvier 2023.
Elle fête ses 114 ans le 21 mai 2024.
Elle devient la vice-doyenne de l'humanité le 30 avril 2025 à la suite du décès de Inah Canabarro Lucas,.
Le 21 mai 2025, elle fête ses 115 ans et devient la sixième française à atteindre cet âge après, Jeanne Calment, Sœur André, Jeanne Bot, Valentine Ligny et Marie Brémont. Elle a accueilli le Groupe de recherche en gérontologie qui lui a rendu visite à Château-d'Olonne.
Le 3 juillet 2025, elle dépasse Marie Brémont et devient la cinquième personne la plus âgée de l'histoire de France puis le 3 août 2025, elle devance Valentine Ligny et est la quatrième personne la plus âgée de l'histoire de France.